# Глишич, Милован
Милован Глишич (серб. Милован Глишић; 6 января 1847, село Градац — 1 февраля 1908, Дубровник) — сербский писатель, драматург, теоретик литературы. Ведущий переводчик русской и украинской литературы на сербский язык.

## Биография
Милован Глишич родился в селе Градац около города Валево на западе Сербии. В его селе не было школы, но у него имелось некоторое домашнее образование, родители научили его читать. В Валево его сразу приняли во второй класс основной школы. В 1875 он окончил гимназию в Белграде (будущий Белградский университет). В дальнейшем был редактором «Сербских новин», драматургом в Народном театре, а в последние годы — помощником редактора Народной библиотеки. По причине ухудшения здоровья переехал в Дубровник, где скончался в феврале 1908 года.

## Творчество
Свою литературную карьеру Милован Глишич начал переводами в сатирических журналах, а затем перешёл к оригинальному творчеству. Его называют первым реалистическим бытописателем сербской деревни. Также он известен своим хорошим знанием народного языка и стилистическим мастерством.
Деревня в рассказах Глишича, Якшича — это мир антагонистических столкновений, хищнической эксплуатации крестьян сельскими хозяевами, ростовщиками, мир бесправия бедноты и произвола заезжих чиновников и местных властей. <…>

Симпатии реалистов были на стороне простых людей, верных нравственным основам народной жизни со свойственным ей духом человеколюбия, коллективизма, творческим, деятельным началом. Именно эта среда дает первых стихийных бунтарей против социальной несправедливости («Голова сахару», 1875, Глишича; «Сербский подпасок» Якшича).
В его реалистических историях из крестьянского быта встречаются мотивы, взятые из сербского фольклора. В частности, в его повести «Спустя девяносто лет», серб. Posle devedeset godina появляется легендарный вампир Сава Саванович. Повесть вышла в 1880 году и стала одним из первых произведений в мировой литературе, где героем является вампир. Роман «Дракула» Брэма Стокера выйдет через семнадцать лет после этого, в 1897. Глишича называют «сербским Гоголем» за совмещение в его произведениях элементов народных «страшных» историй с самыми различными видами комического — юмором, иронией, сатирой.
Глишич обращался к переводу произведений французской и русской литературы. В сотрудничестве с Любомиром Мильковичем он выпустил серию переводов русской классики, книг и статей по истории русской литературы, что сделало его в 1880-е годы самым известным и авторитетным исследователем в этой области. Наиболее важны для истории развития сербского литературного языка его переводы «Мёртвых душ» и «Тараса Бульбы» Гоголя, «Войны и мира» и «Крейцеровой сонаты» Толстого, романа «Обломов» Гончарова, пьес Островского, произведений Немировича-Данченко. С французского он переводил произведения Бальзака, Мериме, Жюль Верна, Метерлинка, Доде. Для сербского театра он перевёл более 30 пьес с русского, французского и немецкого языков.